# Le Tourbillon (film, 1918)
Pour les articles homonymes, voir Tourbillon.
Pour plus de détails, voir Fiche technique et Distribution.
Le Tourbillon (The Whirlpool) est un film muet américain réalisé par Alan Crosland, sorti en 1918.

## Synopsis
Un jeune homme se retrouve mêlé à des affaires criminelles...

## Fiche technique
- Titre : Le Tourbillon
- Titre original : The Whirlpool
- Réalisation : Alan Crosland
- Scénario : Eve Unsell, d'après le roman de Victoria Morton
- Directeur de la photographie : William Marshall
- Société de production : Select Pictures Corporation
- Société de distribution : Select Pictures Corporation
- Film muet - Noir et blanc - 50 min

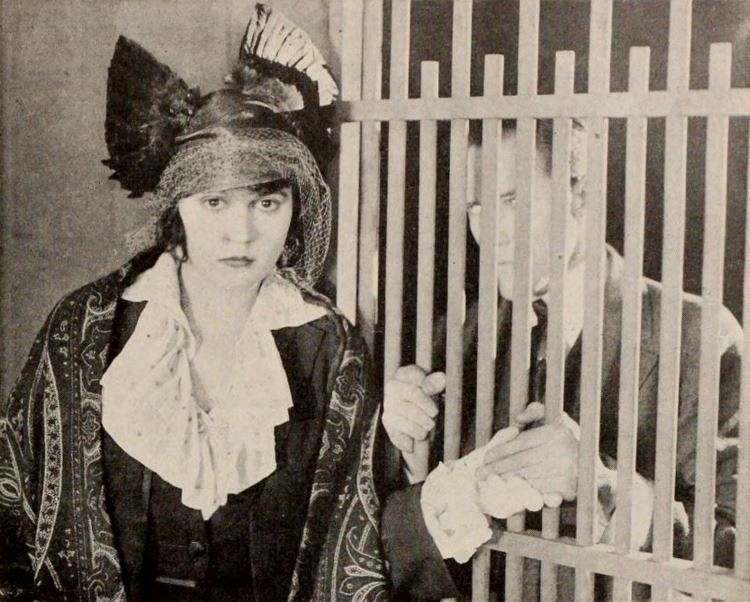
Brady et un acteur non identifié.

- Dates de sortie :
  -  États-Unis : 30 juin 1918
  -  France : 26 mars 1920

## Distribution
- Alice Brady : Isabele Corbyn, dite Bella Cavello
- H.E. Herbert : juge Reverton
- J. H. Gilmour : Ferris
- William B. Davidson : Arthur Hallam
- Robert D. Walker : Richard Brettner
- Warren Cook : colonel Warren
- W.E. Williams : Dr Comyns
- Louise Lee : Mrs. Danzart
- Virginia Lee : Miss Danzart
- Mabel Guilford : Nurse
- Wallace Clarke : le majordome
- H. Van Beusen : le détective
- Joseph Burke : guide